# نانا-جريبيزي
نانا-جريبيزي هي محافظة اقتصادية في جمهورية أفريقيا الوسطى، بلغ عدد سكانها 117٬816  نسمة، في 2003، عاصمتها كاغا باندورو، تبلغ مساحتها 19٬996 كيلومتر مربع.

## الموقع
تشترك في الحدود مع:
- محافظة بامينغوي بانغوران
- محافظة كيمو
- محافظة أواكا
- محافظة أوهام.